# Гюней, Йылмаз
Йылмаз Гюней (курд. Yilmaz Guney, тур. Yılmaz Güney; 1 апреля 1937, Енидже, Адана, Южная Анатолия, Турция — 9 сентября 1984, Париж, Франция) — курдский кинорежиссёр, сценарист, актёр и писатель.

## Биография
Родился в курдской семье сборщиков хлопка. Его отец, Хамит, рожденный в Сивереке (провинции Шанлыурфа), переехал в Енидже после того, как оба его брата были убиты. Мать Йылмаза была из Варто в провинции Муш.
Обучался праву и экономике в Анкаре и Стамбуле. В кинематографе начинал как актёр, играл в фильмах молодых турецких режиссёров. Гюней стал одним из самых популярных актёров Турции, снимаясь в огромном количестве фильмов. В 1967 (а затем ещё раз в 1970) ему был вручён приз «Золотой апельсин» кинофестиваля в Анталье.
Затем начал писать сценарии и работал как ассистент режиссёра Атыфа Йылмаза. В 1965 году Гюней поставил свой первый самостоятельный фильм, а в 1968 основал собственную кинокомпанию «Güney Filmcilik». Фильмы Гюнея в основном затрагивали социальную тематику, в частности жизнь рабочего класса.
В 1961 году был осуждён за публикацию прокоммунистического романа и провёл полтора года в тюрьме. В 1972 году Гюней снова был арестован за предоставление убежища анархистам. Фильм Endişe был завершён в 1974 году его ассистентом Шерифом Гёреном, лента Zavallılar была закончена в 1975. В 1974 году Гюней был выпущен на свободу в рамках амнистии, но вскоре снова был осуждён по обвинению в убийстве прокурора. За всё время, проведённое в тюрьме, Гюней написал несколько сценариев, поставленных другими режиссёрами.
После военного переворота 1980 года в Турции Гюней почувствовал опасность физической расправы. Вскоре, в 1981, ему удалось сбежать из тюрьмы и получить политическое убежище во Франции. Там он закончил начатую Шерифом Гёреном картину «Дорога», которая была признана лучшим фильмом 35-го фестиваля в Каннах (наряду с «Пропавшим без вести» Коста-Гавраса) и удостоена «Золотой пальмовой ветви». «Стена» (1983) стала последним фильмом Гюнея. В 1984 на 48-м году жизни он скончался от рака желудка в Париже. Похоронен на кладбище Пер-Лашез.

## Фильмография
Режиссер
- 1966 — Женщина, лошадь и ружье / At Avrat Silah
- 1966 — Закон границы / Hudutlarin Kanunu
- 1967 — Benim Adım Kerim
- 1967 — Bana Kurşun İşlemez
- 1968 — Земля невест / Seyyit Han
- 1968 — Pire Nuri
- 1969 — Bir Çirkin Adam
- 1969 — Голодные волки / Aç Kurtlar
- 1970 — Надежда / Umut
- 1970 — Piyade Osman
- 1970 — Живая мишень / Canlı Hedef
- 1971 — Yarın Son Gündür
- 1971 — Vurguncular
- 1971 — Отчаявшиеся /  Umutsuzlar
- 1971 — Kaçaklar
- 1971 — İbret
- 1971 — Отец / Baba
- 1971 — Обида / Acı
- 1972 — Скорбь / Ağıt
- 1974 — Тревога / Endişe
- 1974 — Друг / Arkadaş
- 1975 — Жалкие создания / Zavallılar
- 1978 — Стадо / Пастух / Sürü
- 1979 — Düşman
- 1982 — Дорога / Yol, la permission
- 1983 — Стена / Duvar / Le mur